# 3291 Данлеп
3291 Данлеп  (3291 Dunlap) — астероїд головного поясу, відкритий 14 листопада 1982 року.
Тіссеранів параметр щодо Юпітера — 3,200.